# Braunlage
Braunlage je lázeňské město v německé spolkové zemi Dolní Sasko nacházející se v zemském okrese Goslar. Až do roku 1972 patřilo do zemského okresu Blankenburg.
První osídlení na území města je známo ze 13. století. První zmínka pochází z roku 1253.

## Místní části
- Braunlage
- Hohegeiß
- Königskrug

## Pamětihodnosti
- Evangelický kostel Svaté Trojice a fara
- Stará radnice
- Hřbitovní kaple se sloupovým portikem
- Sanatorium